# Scrophularia chasmophila
Scrophularia chasmophila là một loài thực vật có hoa trong họ Huyền sâm. Loài này được W.W. Sm. miêu tả khoa học đầu tiên năm 1921.